# Vives (álbum de Carlos Vives)
Vives es el decimoquinto álbum de estudio y primer álbum homónimo del cantante colombiano Carlos Vives. El disco se estrenó el 10 de noviembre de 2017, bajo la discográfica Sony Music Latin y está disponible en todas las plataformas digitales. El álbum tiene un total de 18 temas y notables colaboraciones musicales, tales como: Shakira, Sebastián Yatra, Thalía, Cynthia Montaño, Elena Vives y Río Grande Music School Chorus.

## Lista de canciones
| N.º | Título                                                               | Duración |  |
| 1.  | «Hoy tengo tiempo»                                                   | 3:12     |  |
| 2.  | «El sofá»                                                            | 3:32     |  |
| 3.  | «La preferida»                                                       | 3:12     |  |
| 4.  | «Pesca'ito»                                                          | 3:09     |  |
| 5.  | «La tierra prometida»                                                | 3:07     |  |
| 6.  | «El sombrero de Alejo»                                               | 3:15     |  |
| 7.  | «Vivir contigo»                                                      | 3:41     |  |
| 8.  | «Mañana»                                                             | 3:26     |  |
| 9.  | «El orgullo de mi patria»                                            | 3:28     |  |
| 10. | «Al filo de tu amor»                                                 | 3:37     |  |
| 11. | «Nuestro secreto»                                                    | 3:29     |  |
| 12. | «La bicicleta» (con Shakira)                                         | 3:49     |  |
| 13. | «Robarte un beso» (con Sebastián Yatra)                              | 3:14     |  |
| 14. | «Todo me gusta» (con Thalía)                                         | 3:49     |  |
| 15. | «Los niños olvidados» (con Cynthia Montaño)                          | 4:02     |  |
| 16. | «La mujer en la ventana»                                             | 3:46     |  |
| 17. | «Monsieur Bigoté» (ft. Elena Vives y Río Grande Music School Chorus) | 4:00     |  |
| 18. | «Todos somos México»                                                 | 3:49     |  |

## Remezclas
- Al filo de tu amor (ft. Wisin) - 3:37
- La bicicleta (con Shakira ft. Maluma) - 4:14
- Robarte un beso (con Sebastián Yatra ft. Zion & Lennox) - 3:30

## Vídeos musicales
| Canción                 | Fecha de estreno         | Artistas                       |
| ----------------------- | ------------------------ | ------------------------------ |
| La bicicleta            | 8 de julio de 2016       | Carlos Vives & Shakira         |
| Al filo de tu amor      | 23 de enero de 2017      | Carlos Vives                   |
| Robarte un beso         | 28 de julio de 2017      | Carlos Vives & Sebastián Yatra |
| El orgullo de mi patria | 25 de agosto de 2017     | Carlos Vives                   |
| Pesca'ito               | 22 de septiembre de 2017 | Carlos Vives                   |
| Nuestro secreto         | 8 de febrero de 2018     | Carlos Vives                   |
| Hoy Tengo Tiempo        | 24 de mayo de 2018       | Carlos Vives                   |
| Mañana                  | 10 de septiembre de 2018 | Carlos Vives                   |

## Certificaciones
| País   | Organismo certificador | Certificación | Ventas certificadas | Ref.  |
| ------ | ---------------------- | ------------- | ------------------- | ----- |
| México | AMPROFON               | Platino + Oro | 90,000              | [ 7 ] |